# Pilea conjugalis
Pilea conjugalis es una especie de planta del género Pilea, perteneciente a la familia Urticaceae.

## Taxonomía
Pilea conjugalis fue descrita por A. K. Monro en 2000.

## Distribución
Se encuentra en el territorio de Costa Rica  y Panamá.